# Metallyticidae
Metallyticidae, é uma família Monotípica de louva-deus, que possui apenas 1 género, Metallyticus, que conta com 5 espécies reconhecidas cientificamente. Vivem principalmente no sudeste asiático, e as espécies são de cor escura e com uma forma relativamente achatada; a característica principal são as suas cores com reflexos metálicos.

## Espécies
- Metallyticus fallax
- Metallyticus pallipes
- Metallyticus semiaeneus
- Metallyticus splendidus
- Metallyticus violaceus